# Astragalus oophorus
Astragalus oophorus är en ärtväxtart som beskrevs av Sereno Watson. Astragalus oophorus ingår i släktet vedlar, och familjen ärtväxter.

## Underarter
Arten delas in i följande underarter:
- A. o. caulescens
- A. o. clokeyanus
- A. o. lavinii
- A. o. lonchocalyx
- A. o. oophorus

## Bildgalleri

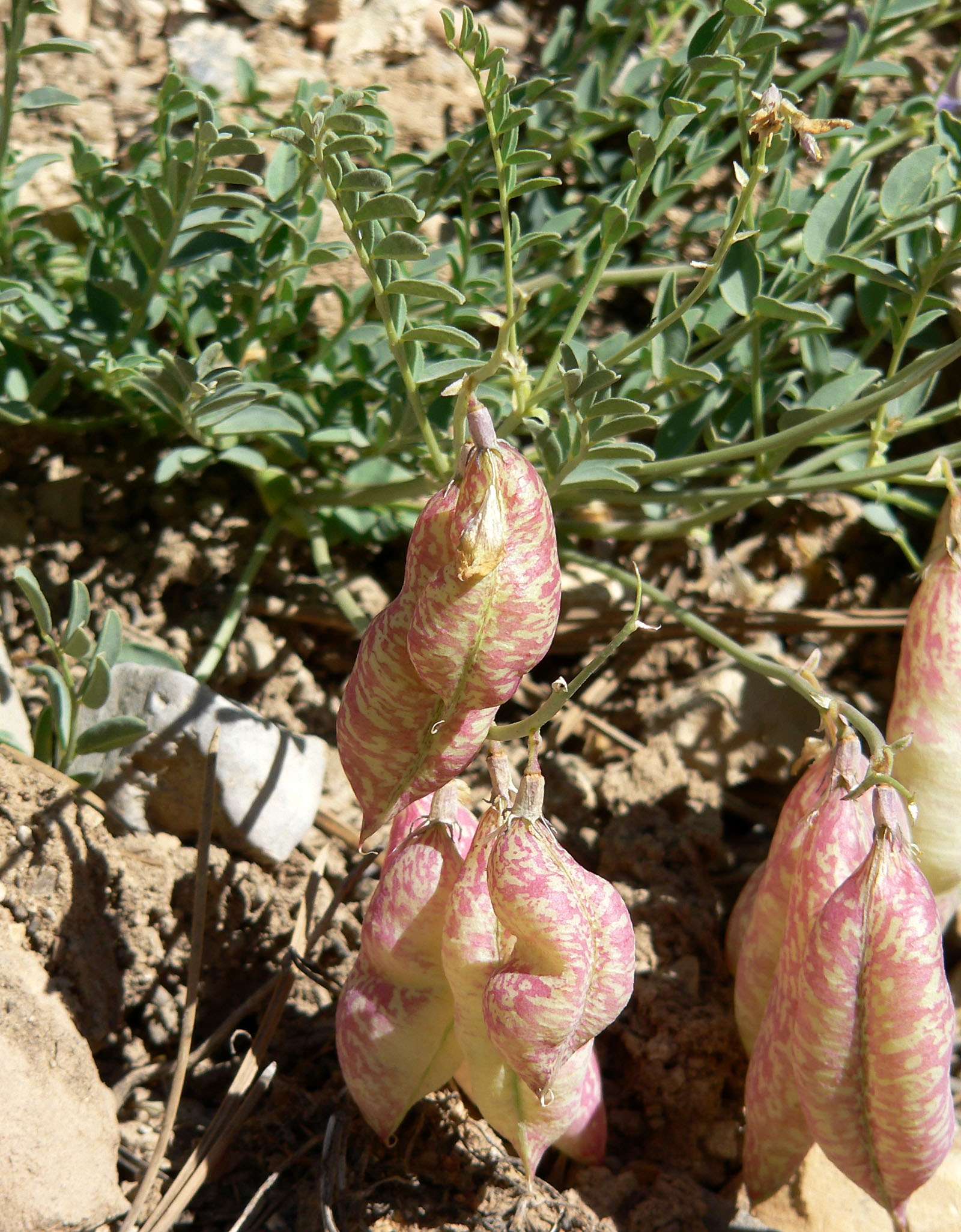
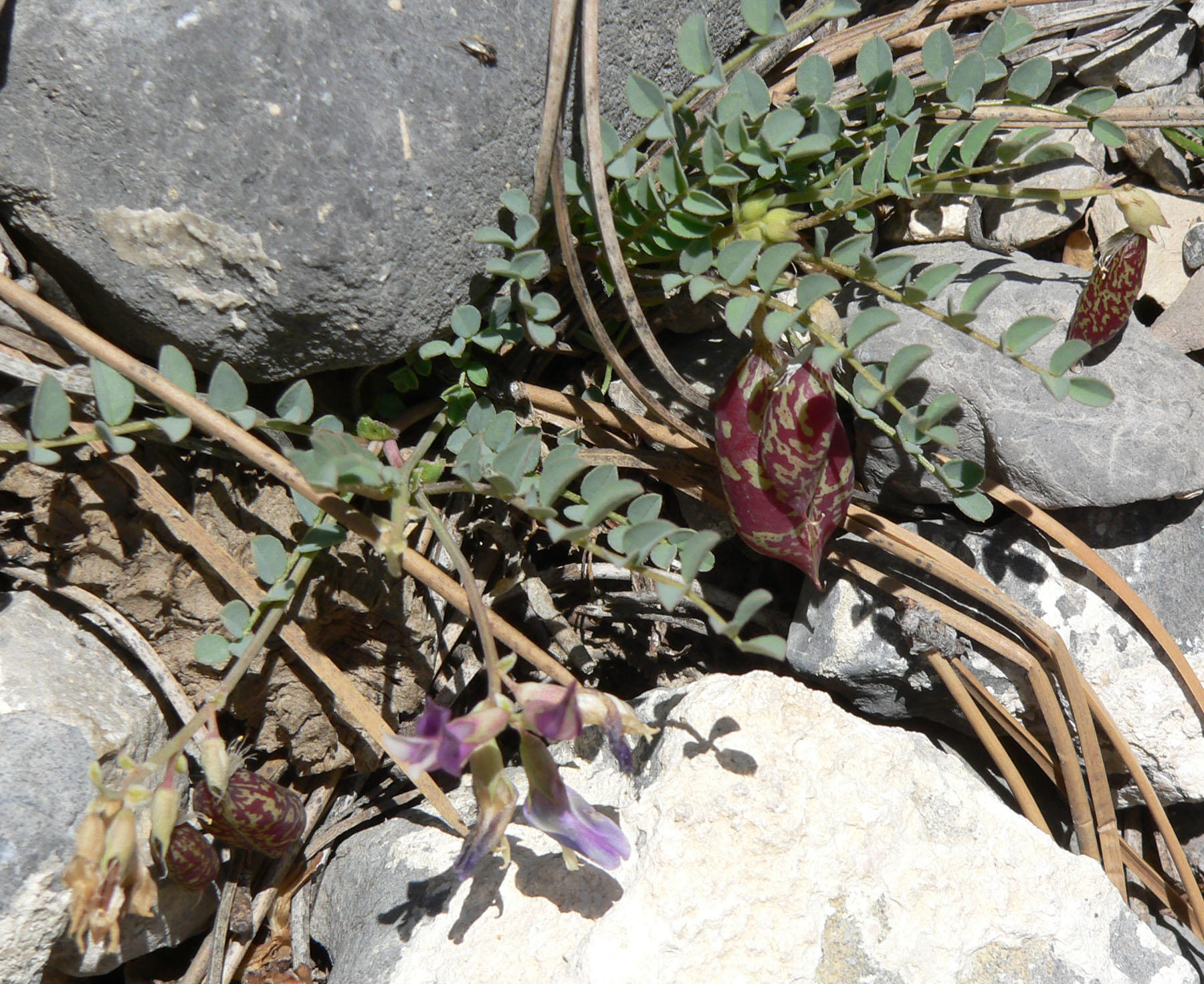
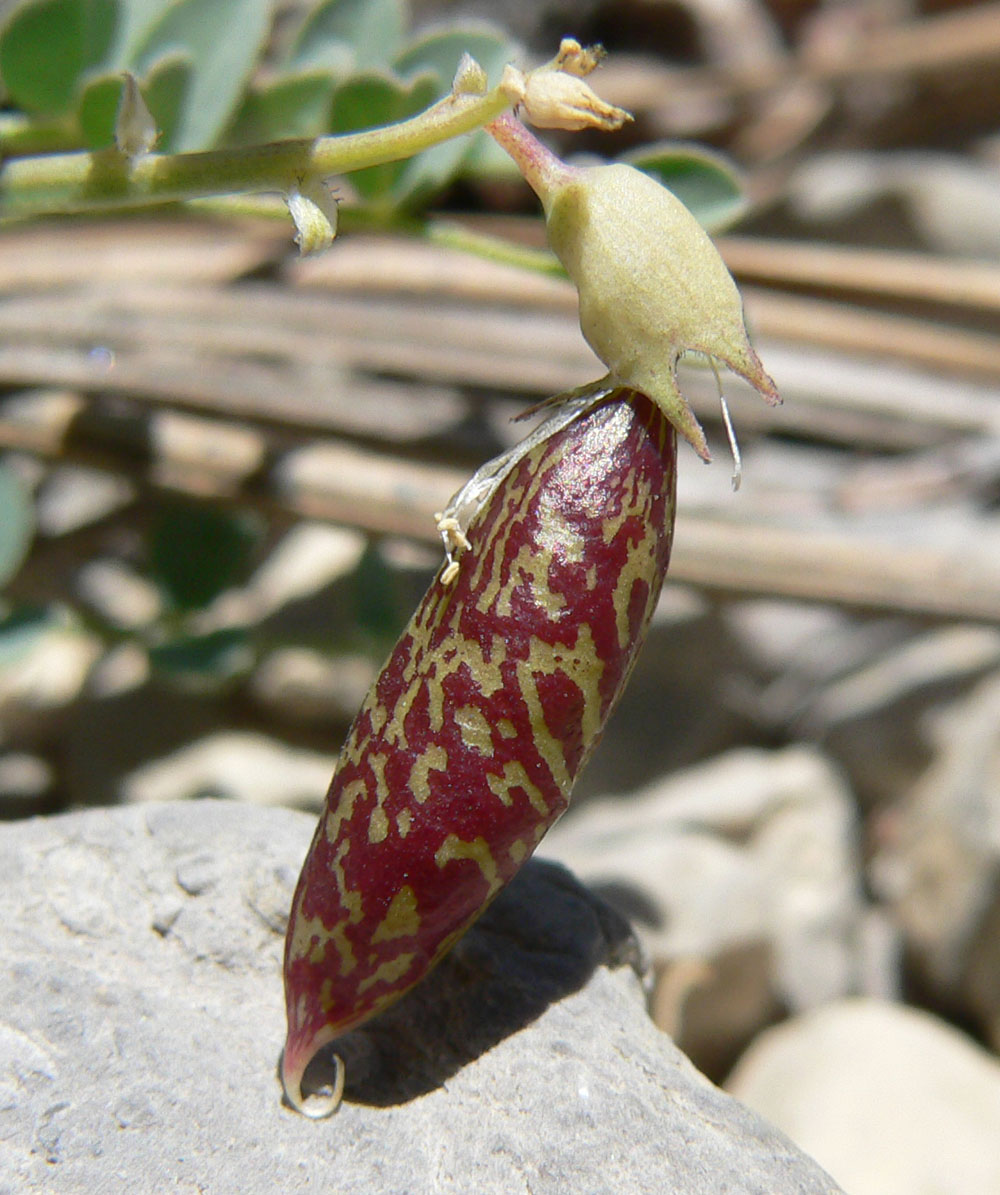
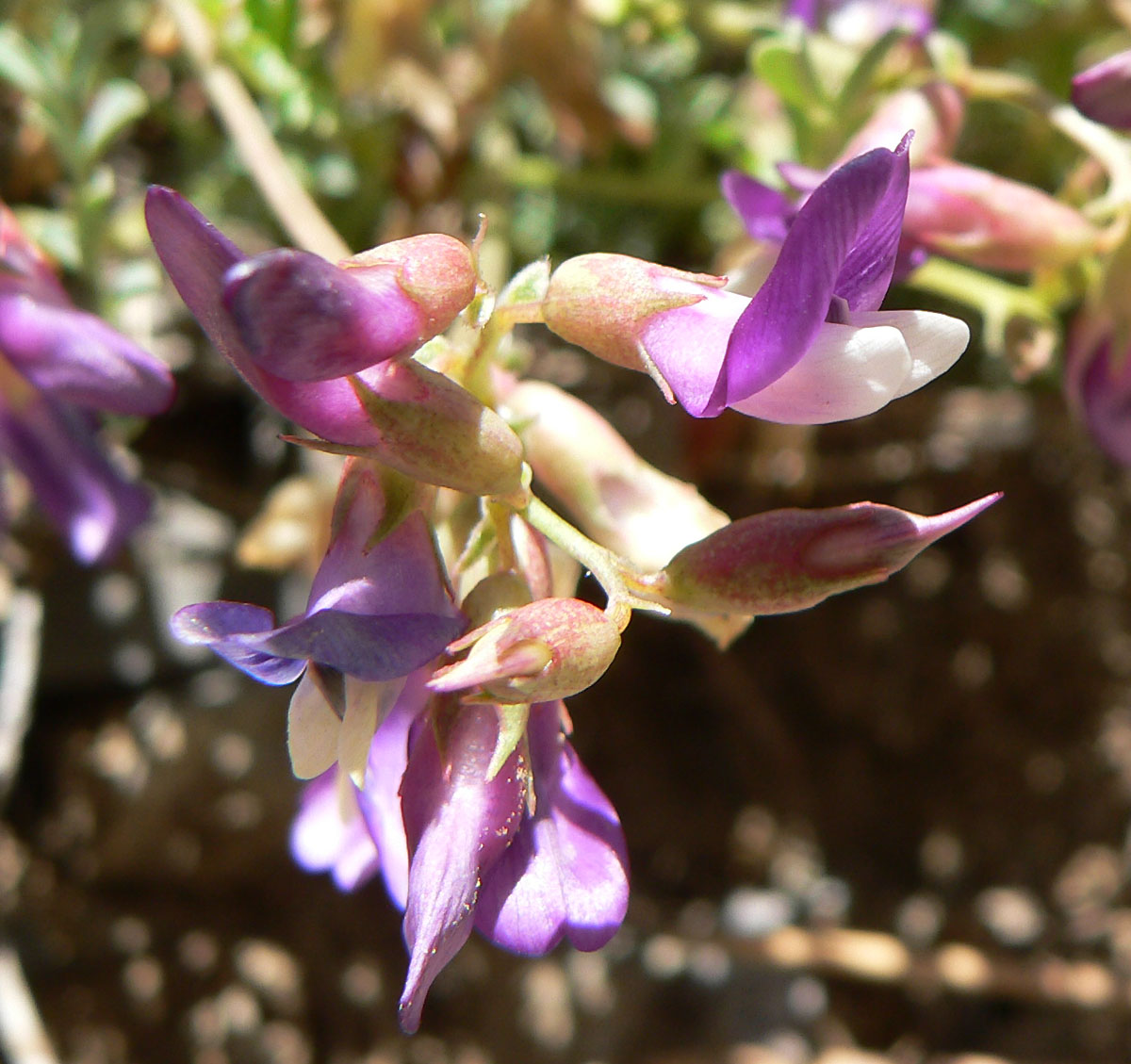
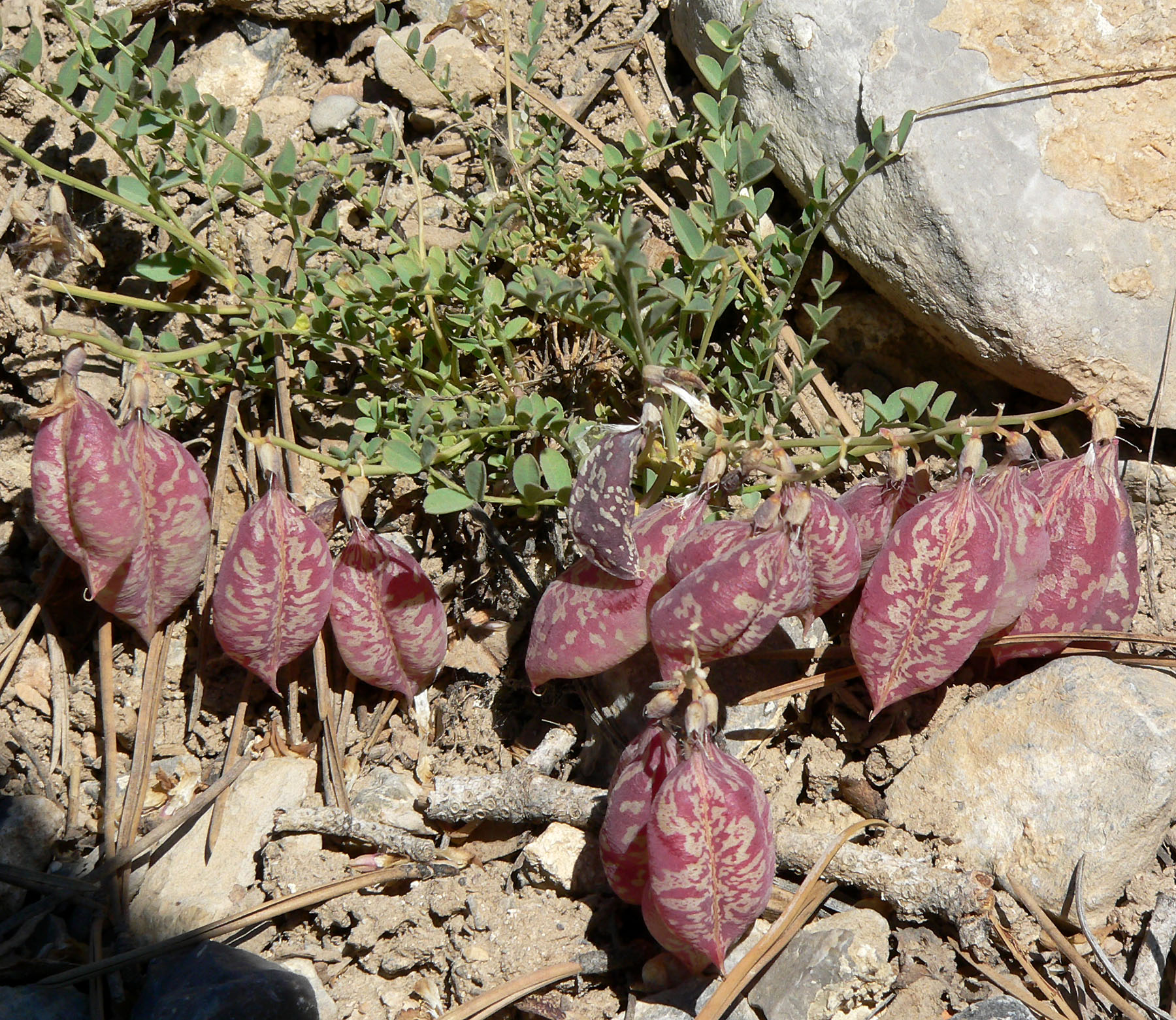
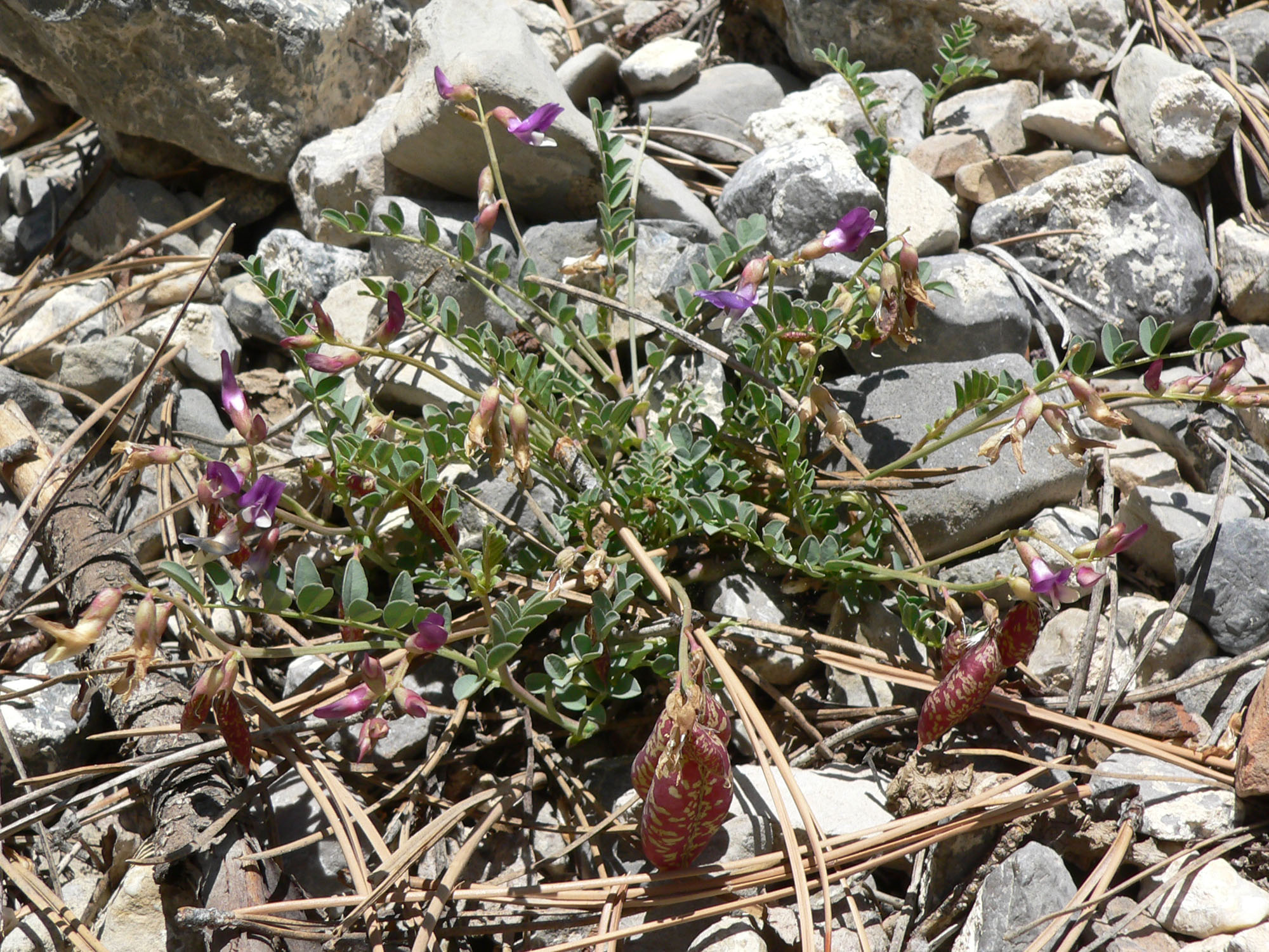